# Osul parietal

Oasele craniului (în paranteză numele latin):
1. Osul frontal (Os frontale)
2. Osul parietal (Os parietale)
3. Osul nazal (Os nasale)
4. Osul etmoid (Os ethmoidale)
5. Osul lacrimal (Os lacrimale)
6. Osul sfenoid (Os sphenoidale)
7. Osul occipital (Os occipitale)
8. Osul temporal (Os temporale)
9. Osul zigomatic (Os zygomaticum)
10. Osul maxilar (Maxilla)
11. Mandibula (Mandibula)

Osul parietal sau parietalul (Os parietale) este un os pereche și aparține exclusiv calvariei (bolții craniului), este așezat între osul frontal și occipital, deasupra osului temporal. Osul parietal are o formă patrulateră neregulată, curbată și prezintă 2 fețe (externă, internă), 4 margini (frontală, sagitală, occipitală, solzoasă) și 4 unghiuri (frontal, occipital, sfenoidal, mastoidian). Se articulează cu osul frontal, occipital, sfenoid, temporal, parietalul de partea opusă.

## Fețele

### Fața externă
Fața externă sau fața exocraniană (Facies externa ossis parietalis), este convexă și netedă. Are la mijloc o proeminență rotunjită - eminența sau tuberozitatea parietală (Tuber parietale), care corespunde de obicei punctului lățimii maxime a craniului. Sub tuberozitatea parietală se află două linii semicirculare: linia temporală superioară (Linea temporalis superior ossis parietalis) și linia temporală inferioară (Linea temporalis inferior ossis parietalis). Pe linia temporală superioară se inseră fascia temporală (Fascia temporalis). Pe linia temporală inferioară se inseră mușchiul temporal (Musculus temporalis). Deasupra liniei temporale superioare se află aponevroza epicranienă (Galea aponeurotica). Sub linia temporală inferioară se află fosa temporală. Posterior aproape de marginea sagitală (superioară) a osului parietal se află o gaura inconstantă - gaura parietală (Foramen parietale) prin care trece vena emisară parietală (Santorini) (Vena emissaria parietalis).

### Fața internă
- Fața internă sau fața endocraniană (Facies interna ossis parietalis) este concavă. Pe ea se află impresiuni digitiforme (Impressiones digitatae), eminențe mamilare, și o serie de șanțuri arteriale (Sulci arteriosi) ale arterelor meningiene, printre care se evidențiază cea a arterei meningee mijlocii și a venelor sale însoțitoare (Sulcus arteriae meningeae mediae). Șanțuri arteriale pornesc de la unghiul antero-inferior (sfenoidal) și porțiunea posterioară a marginii inferioare (solzoasă) și au o direcție ascendentă.
- Pe fața internă, lângă unghiul mastoidian se află un șanț adânc - șanțul sinusului sigmoidian al osului parietal (Sulcus sinus sigmoidei ossis parietalis) care anterior trece în șanțul sinusului sigmoidian al osului temporal (Sulcus sinus sigmoidei ossis temporalis) de pe mastoida osului temporal, iar posterior trece în șanțul sinusului transvers (Sulcus sinus transversi) de pe osul occipital.
- Un semișanț se află de-a lungul marginii superioare (sagitale), care împreună cu cel de pe partea opusă, formează șanțul sinusului sagital superior (Sulcus sinus sagittalis superioris), în care se află sinusul sagital superior (Sinus sagittalis superior). Pe marginile șanțului sinusului sagital superior se atașează coasa creierului (Falx cerebri).
- Șanțul sinusului sagital superior este mărginit de numeroase foveole granulare (Foveolae granulares) – mici fosete ce adăpostesc granulațiile arahnoidiene Pacchioni, acestea sunt mai pronunțate la persoanele în vârstă.
- În treimea posterioară a șanțului sagital se află orificiul intern al găurii parietale (Foramen parietale), prin care trece vena emisară parietală (Santorini) (Vena emissaria parietalis) și o ramură din artera occipitală (Arteria occipitalis).

## Marginile

### Marginea sagitală
Marginea superioară sau sagitală (Margo sagittalis ossis parietalis) este groasă, dințată și cea mai lungă; se întinde de la bregma la lambda și se articulează cu cea de partea opusă, formând sutura sagitală (Sutura sagittalis).

### Marginea solzoasă
Marginea inferioară sau solzoasă (Margo squamosus). Porțiunea anterioară a marginii este scurtă, subțire și trunchiată, oblică la exterior și acoperită în parte de aripile mari ale sfenoidului, și se articulează cu marginea superioară (parietală) a aripilor mari a sfenoidului,  formând sutura sfenoparietală (Sutura sphenoparietalis). Porțiunea mijlocie a marginii inferioare este concavă și acoperită în parte de solzul temporalului, cu care se articulează, formând sutura solzoasă (Sutura squamosa cranii). Porțiunea posterioară a marginii inferioare este scurtă, groasă și dințată și se articulează cu procesul mastoidian al osului temporal, formând sutura parietomastoidiană (Sutura parietomastoidea).

### Marginea frontală
Marginea anterioară sau frontală (Margo frontalis) este foarte dințată; se articulează cu marginea parietală a solzului frontalului, cu care formează o jumătate a suturei coronare (Sutura coronalis).

### Marginea occipitală
Marginea posterioară sau occipitală (Margo occipitalis) este foate dințată și se articulează cu solzul occipitalului, formând o jumătate a suturei lambdoide (Sutura lambdoidea).

## Unghiurile

### Unghiul frontal
Unghiul antero-superior sau frontal (Angulus frontalis) are aproximativ 90°, și este situat la bregma, unde sutura coronală se intersectează cu sutura sagitală, aici se află fontanela anterioară la nou-născuți.

### Unghiul sfenoidal
Unghiul antero-inferior sau sfenoidal (Angulus sphenoidalis) este situat între osul frontal, aripile mari ale sfenoidului și osul parietal. Osul frontal, parietal, sfenoid și temporal se unesc de obicei la pterion, unde se află fontanela sfenoidală la nou-născut.

### Unghiul mastoidian
Unghiul postero-inferior sau mastoidian (Angulus mastoideus) este bont, se ariculează cu osul ocipital și temporal în zona asterionului, unde se află fontanela mastoidiană la nou-născut.

### Unghiul occipital
Unghiul postero-superior sau occipital (Angulus occipitalis) este rotunjit, situat pe lambda care este punctul de întâlnire a suturii sagitale și lambdoide; aici se află fontanela posterioară la nou-născut.